# Mouy-sur-Seine
Mouy-sur-Seine – miejscowość i gmina we Francji, w regionie Île-de-France, w departamencie Sekwana i Marna. Przez miejscowość przepływa Sekwana. 
Według danych na rok 1990 gminę zamieszkiwało 358 osób, a gęstość zaludnienia wynosiła 42 osób/km² (wśród 1287 gmin regionu Île-de-France Mouy-sur-Seine plasuje się na 888. miejscu pod względem liczby ludności, natomiast pod względem powierzchni na miejscu 452.).